# 菲德尔·奥尔蒂斯
菲德尔·奥尔蒂斯（西班牙語：Fidel Ortiz，1908年10月10日—1975年9月9日），墨西哥男子拳击运动员。他曾代表墨西哥参加1928年和1936年夏季奥林匹克运动会拳击比赛，其中1936年奥运会获得一枚铜牌。